# Miura X11
O X11 foi um automóvel esportivo fora-de-série, produzido pela Miura de 1990 a 1992. Levou este nome em função de ser o 11º modelo produzido (este também foi o último modelo da marca).
Possui dianteira em forma de cunha, com faróis escamoteáveis. Havia opção de pintura em duas cores. Sua característica mais marcante, que o diferenciava dos outros automóveis da marca, era a asa traseira elevada (15 cm mais alto que a do seu antecessor, o Miura Top Sport, ficando quase da altura do teto). Era equipado com motor 2.0 com injeção eletrônica multiponto, do Volkswagen Santana, freios ABS e piloto automático.